# Öndör-Ulaan
Öndör-Ulaan (mong. Өндөр-Улаан сум) – jeden z 19 somonów ajmaku północnochangajskiego położony w jego centralnej części. Siedzibą administracyjną somonu jest Teel znajdujący się 560 km od stolicy kraju, Ułan Bator i 122 km od stolicy ajmaku, Cecerlegu. W 2010 roku somon liczył 5028 mieszkańców.

## Gospodarka
Występują tu złoża kamieni szlachetnych i surowców budowlanych. Usługi: szkoły i spitale.

## Geografia
Somon położony jest wśród gór Changaj i rzek Chunaj gol i Czuluut gol. Obszar znajduje się w strefie surowego klimatu kontynentalnego. Średnie temperatury stycznia wynoszą od -22 do -24, natomiast czerwca między 14 a 17 °C. Średnie roczne sumy opadów wynoszą 250 – 350 mm.

## Fauna i flora
Na terenie somonu występują m.in. lisy, wilki, sarny, zające, borsuki, świstaki syberyjskie.
Rośnie tu różeniec górski uznawany od dawna przez miejscowych za roślinę leczniczą.